# Livia Brito
Livia Brito Pestana (ur. 21 lipca 1986 w Hawanie) – pochodząca z Kuby, meksykańska aktorka.

## Życiorys
Jej rodzina wyemigrowała do Meksyku w 2000 roku. Livia miała, wtedy 13 bądź 14 lat. Rok po osiedleniu się w Meksyku jej ojciec otworzył restauracje La Cubana, która oferowała tradycyjne dania kubańskie. Brito pracowała jako kelnerka w restauracji rodzinnej, a później jako modelka w celu opłacenia studiów. Reprezentowała Meksyk w roku 2009 w Reina Mundial del Banano (konkurs piękności zakresem obejmujący kraje będące producentami bananów). Później zapisała się do szkoły aktorskiej Televisa’s Centro de Educación Artística (CEA). Jej talenty można przypisać dziedziczności, gdyż pochodziła z artystycznej rodziny. Jej ojciec był czołowym aktorem na Kubie, podczas gdy jej matka była główną tancerką baletu. Zadebiutowała aktorsko rolą Fernandy „Fer” Sandoval Gutierrez w telenoweli Triumf miłości w 2010 roku.

## Telenowele
- (2010–2011) – Triumf miłości (Triunfo del amor) jako Fernanda „Fer” Sandoval Gutierrez
- (2012) – Otchłań namiętności (Abismo de pasión) jako Paloma Gonzalez
- (2013) – Oblicza Miłości (De que te quiero te quiero) jako Natalia Garcia
- (2014) – Włoska narzeczona (Muchacha italiana viene a casarse) jako Fiorella Bianchi
- (2016) – Por Siempre Joan Sebastian jako Maricruz Guardia
- (2017–2018) – La Piloto jako Yolanda Cadena
- (2017) – La doble vida de Estela Carrillo jako Yolanda Cadena (odcinek Final: Part 2)
- (2019) – Médicos jako Regina Villaseñor

## Filmy
- (2013) – No sé si cortarme las venas o dejármelas largas jako Chantal
- (2014) – Volando bajo jako Ana Bertha Miranda
- (2014) – La dictadura perfecta jako Jazmín
- (TBA) – Juan Apóstol, el más amado jako Mary, mother of Jesus